# Świecie nad Osą (gemeente)
De gemeente Świecie nad Osą is een landgemeente in het Poolse woiwodschap Koejavië-Pommeren, in powiat Grudziądzki.
De zetel van de gemeente is in Świecie nad Osą.
Op 30 juni 2004, telde de gemeente 4346 inwoners.

## Oppervlakte gegevens
De gemeente heeft een oppervlakte van 94,67 km2, waarvan:
- agrarisch gebied: 83%
- bossen: 8%

De gemeente beslaat 13% van de totale oppervlakte van de powiat.

## Demografie
Stand op 30 juni 2004:
| Omschrijving                   | Totaal | Totaal | Vrouwen | Vrouwen | Mannen | Mannen |
| ------------------------------ | ------ | ------ | ------- | ------- | ------ | ------ |
| eenheid                        | aantal | %      | aantal  | %       | aantal | %      |
| inwoners                       | 4346   | 100    | 2163    | 49,8    | 2183   | 50,2   |
| bevolkingsdichtheid (inw./km²) | 45,9   | 45,9   | 22,8    | 22,8    | 23,1   | 23,1   |

## Administratieve plaatsen (sołectwo)
Białobłoty, Bursztynowo, Karolewo-Szarnoś, Kitnówko-Nowy Młyn, Linowo, Lisnowo, Mędrzyce, Partęczyny, Rychnowo, Świecie nad Osą, Widlice-Lisnówko.
Zonder de status sołectwo : Dębniaki, Zamek.

## Aangrenzende gemeenten
Biskupiec, Gruta, Jabłonowo Pomorskie, Książki, Łasin, Radzyń Chełmiński